# Сражение при Биг-Блэк-Ривер-Бридж
Сражение при Биг-Блэк-Ривер-Бридж (англ. The Battle of Big Black River Bridge) или сражение при Биг-Блэк, произошло 17 мая 1863 года в ходе Виксбергской кампании гражданской войны в США. Оно случилось во время преследования Грантом армии Пембертона, отступающей к Виксбергу после неудачного сражения при Чемпион-Хилл и было последним сражением перед осадой Виксберга.

## Предыстория
После поражения в сражении при Чемпион-Хилл 16 мая армия Пембертона разделилась. Часть под командованием генерала Лоринга отступила на юг, а часть отошла на запад, к реке Биг-Блэк. Пембертон находился при втором отряде. Он приказал генералу Боуэну занять оборону у моста через реку и стал ждать Лоринга. Если при Чемпион-Хилл в его распоряжении было 22 000 человек, то теперь осталось только 5 000 человек: бригады Мартина Грина, Джона Вогна и Френсиса Кокрелла под командованием Джона Боуэна.В распоряжении Пембертона была ещё дивизия Картера Стивенсона, но она сильно пострадала в последнем сражении и поэтому была отправлена в тыл.
Бригады Боуэна упирались флангами в реку, а перед фронтом находилась обмелевшая протока, глубиной в два фута. Позиция была защищена и с фронта и с фланга, но защитников было слишком мало, а главное, за их спиной находилась река. Неизвестно, почему Пембертон сразу не отвел армию за реку, возможно, он хотел сохранить мост для отступающих людей Лоринга.

## Сражение
Федеральная армия провела ночь в 6 милях от позиций противника и в 03:30 утра 17 мая дивизия Юджина Карра из корпуса МакКлернанда возобновила марш. Около 08:00 северяне вышли к позициям противника. Дивизия Карра встала на правом фланге, поместив на правом фланге своего участка бригаду Лоулера. Дивизия Остерхауза встала левее (бригада Гарарда слева, а Линдсей — справа). Дивизия Эндрю Смита сформировала левый фланг. Дивизии Макферсона шла последней и готовилась направиться туда, где окажется нужной.
Основная атака была проведена силами бригады Майкла Лоулера, которая атаковала бригаду Вогна. У южан практически не было шансов — сделали всего пару залпов, они сразу стали отступать. Они перешли по мосту на западный берег реки и подожгли мост. Из-за этого около двух тысяч человек оказались отрезанными на восточном берегу и попали в плен. Но, с другой стороны, федералы не успели занять мост и это задержало их наступление на целые сутки.
Сражение завершилось в 09:00.
Увидев, что позиция потеряна, Пембертон передал командование Стивенсону и отправился в Виксберг для подготовки города к обороне. Отступлением остатков армии к Виксбергу руководил теперь Стивенсон, хотя руководить было практически нечем.

## Последствия
По словам Гранта, в сражении было захвачено 1751 человек пленными и 18 орудий. Теннессийская армия потеряла 39 человек убитыми, 237 ранеными и 3 пропавшими без вести. Выжившие люди Боуэна в беспорядке отступили к Виксбергу.
Грант потратил сутки на наведение трех мостов и в 08:00 18 мая его части начали переправу. В тот же день началась осада Виксберга.